# Rafael Correia Quintanilha
Rafael Correia Quintanilha, mais conhecido como Rafael Quintanilha é um médico e político carioca.
Filiado ao Partido Social Progressista (PSP), foi vereador na Câmara do então Distrito Federal, na legislatura de 1951 a 1955, compondo a Mesa de 1952, como 2º Vice-Presidente.